# خورخه پادیلا (بازیکن فوتبال، زاده ۲۰۰۱)
خورخه پادیلا (انگلیسی: Jorge Padilla؛ زادهٔ ۲۳ آوریل ۲۰۰۱) بازیکن فوتبال است.
از باشگاه‌هایی که در آن بازی کرده‌است می‌توان به باشگاه ورزشی تنریف اشاره کرد.